# Sveriges läkarförbund

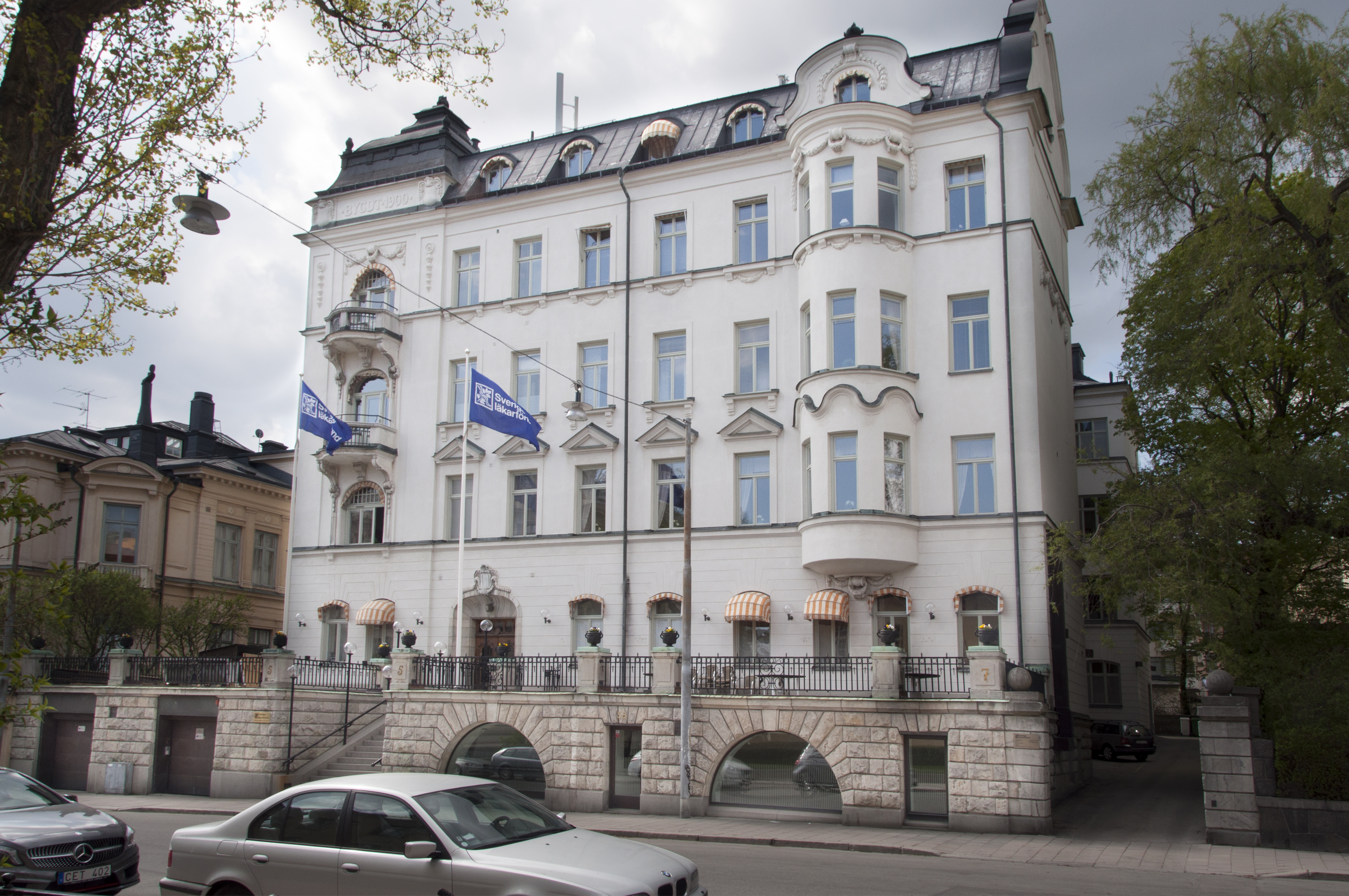
Läkarförbundets hus på Villagatan 5 i Stockholm.

Sveriges läkarförbund, i dagligt tal Läkarförbundet, är en facklig och professionell organisation för läkare, med syfte att främja en ändamålsenlig utveckling av sjukvården. Läkarförbundet bildades 1903 som Allmänna svenska läkarföreningen (nuvarande namn antogs 1920) och har över 55 000 medlemmar. 80 procent av Sveriges läkare är medlemmar i förbundet. Sedan 2020 är Sofia Rydgren Stale ordförande. Förbundet äger den i övrigt fristående Läkartidningen.

## Delföreningar
Förbundet har flera indelningsgrunder och består av flera delföreningar: Dels är det indelat i lokalföreningar och läkaren är medlem i det geografiska område där han/hon verkar. Dels är det indelat i åtta yrkesföreningar till exempel läkare under utbildning tillhör Sveriges Yngre Läkares Förening (SYLF), distriktsläkare tillhör Svenska Distriktsläkarföreningen, specialistläkare på sjukhus tillhör Sjukhusläkarföreningen, och läkare i chefsställning tillhör Sveriges Läkarförbunds Chefsförening (SLCF). 
De övriga yrkesföreningarna är Svenska Företagsläkarföreningen, Svenska Militärläkareföreningen, Svenska Privatläkarföreningen och Sveriges Industriläkarförening. Dessutom har läkare olika specialistutbildning och tillhör därför olika specialitetsföreningar: till exempel ortopeder, neurologer etc. Läkarförbundets medlemmar är alltså med i flera föreningar. Var förening har sin egen styrelse och förbundet gemensamt en förbundsstyrelse, FS, som årligen väljs på fullmäktigemötet. Dessutom finns en studentorganisation, Sveriges läkarförbund Student (tidigare Medicine Studerandes Förbund (MSF)), vilken arbetar för en kontinuerlig förbättring av läkarutbildningen och för läkarstudenternas studiesituation och rättigheter. Det är en partipolitiskt obunden organisation för svenska läkarstudenter och ca 75% (eller drygt 8000) av dem är medlemmar. Sveriges läkarförbund student bytte namn från Medicine Studerandes Förbund för att dess förkortning (MSF) inte skulle kunna blandas ihop med Médecins Sans Frontières. Sveriges läkarförbund ska inte blandas ihop med Svenska Läkaresällskapet, som är en helt annan fristående organisation.

## Verksamhet
Sveriges läkarförbund:
- Arbetar med att utveckla och förbättra svensk sjukvård genom att göra egna utredningar och presentera förslag till lösningar.
- Förhandlar fram kollektivavtal med arbetsgivarorganisationer gällande bland annat anställnings- och lönevillkor för medlemmarna.
- Är tung remissinstans i sjukvårdspolitiska frågor och har kompetens inom juridik och samhällsfrågor.
- Skapar opinion i viktiga hälso- och sjukvårdsfrågor.
- Erbjuder medlemmar rådgivning i alla frågor som rör anställningen, t.ex. lön, anställningsvillkor, etik, utbildning, chefskap, juridisk rådgivning och anmälningsärenden.

Lokala kanslier finns på många orter. Ett gemensamt kansli finns på Villagatan 5 i Stockholm.

## Andel fackligt anslutna läkare
Åren 2017–2019 låg läkarnas fackliga organisationsgrad i intervallet 80-83 procent, varav i offentlig sektor (kommuner och regioner) 81-84 procent och i privat sektor 74-81 procent. Bland inrikes födda läkare var organisationsgraden 84-88 procent och bland utrikes födda 72-75 procent. Åren 2001–2003 var cirka 88-91 procent av läkarna fackligt anslutna. 